# Kjell Bäckman
Kjell Hilding Bäckman (21. února 1934 Göteborg – 9. ledna 2019) byl švédský rychlobruslař.
Na mezinárodní scéně debutoval v roce 1959 účastí na Mistrovství Evropy (31. místo) i Mistrovství světa (40. místo). Startoval na Zimních olympijských hrách 1960, ze kterých si přivezl bronzovou medaili, jež vybojoval v závodě na 10 000 m; na poloviční trati skončil dvanáctý. Nejlepších umístění na evropských šampionátech dosáhl v letech 1961 (16. místo) a 1963 (15. místo). V letech 1966 a 1967 startoval již pouze na švédských mistrovstvích.
Zemřel 9. ledna 2019 ve věku 84. let.